# Salle de réception
Une salle de réception est un lieu prévu pour accueillir des événements divers comme des repas festifs (famille, associations…), de travail (séminaires d'entreprises…), des réunions publiques, etc.
La plupart des salles de réception proposent des formules « clé en main » afin de garantir l'accueil des invités ainsi que des organisateurs de l'événement. Cela comprend en règle générale :
- la location de la salle ;
- le traiteur ;
- les animations (musiciens, disc jockeys, humoristes, magiciens...) ;
- le personnel de service ;
- les boissons (alcoolisées et non alcoolisées).

Contrairement aux salles municipales, préfectorales ou autres lieux publics, les salles de réception ont des tarifs de location variable selon la ville, la capacité d'accueil et l'architecture des lieux.
Cet espace doit être aux normes ERP (établissement recevant du public) qui comporte un certain nombre d'aspects rigoureux de sécurité. Le premier doit être une sortie de secours et un système d'alarme, des blocs de secours ainsi qu'un plan d'évacuation. Le tout est vérifié par des bureaux de contrôle et en finalité par la préfecture ou la mairie.
En parallèle du modèle classique, Il existe désormais, sur le mode collaboratif, des locations de salles de réception entre particuliers, permettant d'enrichir et diversifier l'offre et multiplier les opportunités à moindre coût pour y organiser un événement familial, festif, amical ou professionnel.